# 尾崎博
尾崎 博（おざき ひろし、1907年2月1日- 1994年2月23日）は、日本の古生物学者。理学博士。国立科学博物館地学研究部長、斎藤報恩会自然史博物館館長などを歴任した。鳥取県鳥取市出身。

## 経歴
1907年、鳥取県気高郡青谷村（現在の鳥取市）で生まれる。旧制倉吉中学校を卒業後、1924年に満州教育専門学校へ第一期生として入学。同期には後の妻となる女性の兄がいた。1928年、東北帝国大学理学部地質学古生物学科に進学し、矢部長克に学ぶ。1932年、再び満州国に戻り、満鉄地質調査所に技師として配属。満州各地で地質資源の探査に貢献する。
1947年に日本へ帰国。1950年国立科学博物館地学課長。1959年、東京教育大学理学博士「Stratigraphical and paleontological studies on the neogene and Pleistocene formations of the Tyosi district」。 1962年、同館第二研究部長。このころから、NHKの教育番組に出演するほか、子供向けの図鑑などの著書を数多く手がけた。また、鹿間時夫とともに古生物学者の立場から映画『ゴジラ』の制作にも関わっている。1966年、同館地学研究部長。1971年、同館退官。1974年、中国文化学院客員教授。同年、中華学術院から名誉博士を授与された。

## 著作
- 『生物の祖先』伊藤栄子絵 さ・え・ら書房 1956
- 『大むかしのいきもの』講談社、1970年
- 『化石を探る 動物の生きた細く長い道』日本放送出版協会 NHKブックス 1973
- 『化石は語る 日本列島のおいたち』小峰書店 自然科学シリーズ 1975
- 『恐竜の時代 大むかしの地球』ポプラ社 少年ブックス 1976

### 共編著
- 『化石が語る地球のなぞ』直良信夫共著 さ・え・ら書房 1954
- 『玉川こども百科 62 やま』編　誠文堂新光社 1956
- 『玉川百科大辞典 第7 地球・海洋・地質・鉱物』萩原尊礼,須田晥次共編 誠文堂新光社 1958
- 『スクール図解百科事典 1 天文・気象・地球』共著 講談社 1966
- 『なぜなに学習図鑑 1 なぜなにきょうりゅうと怪獣』監修　小学館 1970
- 『なぜなに学習図鑑 11 なぜなにもうじゅうと大怪獣』監修　小学館 1971
- 『なぜなに学習図鑑 17 なぜなにウルトラ怪獣大図鑑』監修　小学館 1971
- 『なぜなに学習図鑑 18 なぜなに世界の大怪獣』監修　小学館 1972
- 鹿間時夫共監修『失われた日本の生物』講談社ブルーバックス、1974年
- 編『恐竜全百科』小学館、1980年
- 『小学生ポケット図鑑 5 地球と宇宙』共著 学習研究社 1986

翻訳
- サム・エプシュタイン 等著『先史時代の洞窟人』清水勝等絵 講談社 1971